# Swords (plaats)
Swords (Iers: Sord Cholm Cille) is een plaats in het Ierse graafschap Fingal. De plaats telt 33.998 inwoners en is sinds 2001 zetel van het bestuur van Fingal.